# Élection de Miss Excellence France 2022
 (juillet 2023).
Si vous disposez d'ouvrages ou d'articles de référence ou si vous connaissez des sites web de qualité traitant du thème abordé ici, merci de compléter l'article en donnant les références utiles à sa vérifiabilité et en les liant à la section « Notes et références ».
L’élection de Miss Excellence France 2022 est la quatrième élection du Comité Miss Excellence France qui s’est déroulé à Saint-Amand-Montrond dans la région Centre-Val de Loire le 14 mai 2022.
Garance Ravel, du Loire-Forez succède à la mahoraise Larissa Salime Be, Miss Excellence Mayotte 2021 et Miss Excellence France 2021.

## Classement final
| Résultat Final              | Candidate |
| --------------------------- | --- |
| Miss Excellence France 2022 | - Miss Excellence Loire-Forez - Garance Ravel |
| 1re dauphine                | - Miss Excellence Nord - Kelly-Ann Capelle |
| 2e dauphine                 | - Miss Excellence Champagne-Ardenne - Lou Vuibert |
| 3e dauphine                 | - Miss Excellence Mayotte - Chifaou Chaharoumani. |
| 4e dauphine                 | - Miss Excellence Poitou-Charentes - Sandy Ferrari |
| Top 12                      | - Miss Excellence Franche-Comté - Camille Hein - Miss Excellence Ile-de-France - Blandine Didry - Miss Excellence Pas-de-Calais - Chloé Pierreuse - Miss Excellence Pays de Loire - Cloé Coirier - Miss Excellence Provence-Côte d’Azur - Léna Yvant - Miss Excellence Rhône-Alpes - Mylène Cotte - Miss Excellence Réunion - Déborah Taochy |

## Candidates
| Région                               | Nom                   | Âge    | Taille | Résidence          | Élue le                                       |
| ------------------------------------ | --------------------- | ------ | ------ | ------------------ | --------------------------------------------- |
| Miss Excellence Alsace               | Zoé Weulersse         | 21 ans | 1,74 m | Wissembourg        | 20 février 2022 à Soultzmatt                  |
| Miss Excellence Aquitaine            | Laura Roussel         | 20 ans | 1,68 m | Bayonne            | 31 octobre 2021 à Coutras                     |
| Miss Excellence Auvergne             | Laura Moine           | 22 ans | 1,73 m | Lempdes            | 12 février 2022 à Yssingeaux                  |
| Miss Excellence Bretagne             | Emmanuelle Gasnier    | 20 ans | 1,68 m | Montaigu           | 27 février 2022 à Port-Saint-Père             |
| Miss Excellence Centre-Val de Loire  | Morgane Chrétien      | 21 ans | 1,71 m | Tours              | 16 octobre 2021 à Saint-Amand-Montrond        |
| Miss Excellence Champagne Ardenne    | Lou Vuibert           | 23 ans | 1,68 m | Amance             | 4 décembre 2021 à Charleville-Mézières        |
| Miss Excellence Franche-Comté        | Camille Hein          | 21 ans | 1,72 m | Belfort            | 3 octobre 2021 à Giromagny                    |
| Miss Excellence Île-de-France        | Blandine Didry        | 24 ans | 1,77 m | Montsoult          | 26 mars 2022 à Paris                          |
| Miss Excellence Languedoc-Roussillon | Meryl Bertonnier      | 24 ans | 1,71 m | Montpellier        | 26 mars 2022 à Aimargues                      |
| Miss Excellence Loire-Forez          | Garance Ravel         | 20 ans | 1,75 m | Firminy            | 3 octobre 2021 à Saint-Étienne                |
| Miss Excellence Lorraine             | Cassandra Le Galludec | 18 ans | 1,68 m | Yutz               | 19 mars 2022 à Clouange                       |
| Miss Excellence Mayotte              | Chifaou Chaharoumani  | 18 ans | 1,79 m | Mtsahara           | 18 décembre 2021 à Coconi                     |
| Miss Excellence Midi-Pyrénées        | Anisca Prisca Léo     | 24 ans | 1,70 m | Toulouse           | 20 mars 2022 à Fonsorbes                      |
| Miss Excellence Nord                 | Kelly-Ann Capelle     | 20 ans | 1,72 m | Masnières          | 25 septembre 2021 à Marquette-en-Ostrevant    |
| Miss Excellence Normandie            | Pauline Pichot        | 24 ans | 1,68 m | Le Petit-Quevilly  | 17 octobre 2021 à Creully sur Seulles         |
| Miss Excellence Pas-de-Calais        | Chloé Pierreuse       | 22 ans | 1,69 m | Guesnain           | 25 septembre 2021 à Marquette-en-Ostrevant    |
| Miss Excellence Pays de Loire        | Cloé Coirier          | 22 ans | 1,69 m | Auchay-sur-Vendée  | 25 septembre 2021 à Saint-Martin-de-Fraigneau |
| Miss Excellence Picardie             | Juliette Bouculat     | 22 ans | 1,71 m | Villers-Bretonneux | 10 avril 2022 à Saint-Quentin                 |
| Miss Excellence Poitou-Charentes     | Sandy Ferrari         | 20 ans | 1,71 m | Lussant            | 29 janvier 2022 à Saint-Xandre                |
| Miss Excellence Provence-Côte d'Azur | Léna Yvant            | 21 ans | 1,72 m | Marseille          | 27 novembre 2021 à Plan-de-Cuques             |
| Miss Excellence Réunion              | Déborah Taochy        | 19 ans | 1,68 m | Saint-Pierre       | 19 mars 2022 à L'Étang-Salé                   |
| Miss Excellence Rhône-Alpes          | Mylène Cotte          | 22 ans | 1,72 m | Saint-Marcellin    | 27 novembre 2021 à Tullins                    |

## Déroulement de la cérémonie
La cérémonie est présentée pour la quatrième année consécutive par Philippe Risoli.
L’élection est retransmise endirect sur youtubet et à la télévision sur les chaînes TL7, Mayotte 1re, TV Tours-Val de Loire et Télé Gohelle.

### Jury
Le jury est composé de huit personnalités :
- Amaury Vassili (Président du jury) : chanteur
- Pierre Deny : acteur
- Noémie Garcia : comédienne et chanteuse
- Ahmed Mouici : chanteur
- Mikelangelo Loconte : chanteur
- Lisbet Guldbaek : chanteuse
- Pablo Villafranca : comédien et chanteur
- Merwan Rim : auteur, compositeur, interprète

Notes sur les candidates :
- Miss Excellence Midi-Pyrénées, Prisca Léo, est d'origine Guyanaise [2].
- Miss Excellence Poitou-Charentes,  Sandy Ferrari est la cousine de Lolita Ferrari, Miss Poitou-Charentes 2021 pour Miss France.